# Kawasaki Ki-108
Kawasaki Ki-108 (jap. 川崎 キ108) – ciężki, prototypowy myśliwiec Cesarskiej Armii Japońskiej z czasów II wojny światowej przeznaczony do lotów na dużej wysokości. Wybudowano cztery egzemplarze samolotu, dwa w wersji Ki-108 i dwa w wersji Ki-108 Kai.

## Historia
Ciężar obrony przeciwlotniczej japońskich wysp macierzystych spoczywał na barkach lotnictwa Cesarskiej Armii Japońskiej. Pod koniec 1943 r. zdano sobie sprawę, że Stany Zjednoczone przygotowują się do rozpoczęcia ofensywy lotniczej przeciwko Japonii, której głównym elementem miały być strategiczne bombardowania przy użyciu ciężkich bombowców Boeing B-29 Superfortress. Japońskie lotnictwo nie dysponowało jednak samolotami zdolnymi do przeciwstawienia się nalotom prowadzonym na dużej wysokości. 
W zaistniałej sytuacji Wydział Techniczny Sił Powietrznych Dowództwa Cesarskiej Armii zainicjował budowę kilku typów ciężkich myśliwców wysokościowych, zdolnych do przechwytywania superfortec operujących na dużej wysokości. Jednym z nich był Mitsubishi Ki-83, nad którym prace rozpoczęto w 1943 r. pod kierunkiem inżyniera Tomio Kubo. Nowy samolot miał charakteryzować się bardzo dobrymi osiągami. Od nowej konstrukcji wymagano między innymi osiągania prędkości rzędu 750 km/h na wysokości 15 tys. metrów. Tempo prac nad nowym samolotem nie było zbyt imponujące. Problemem była jednostka napędowa, silnik Ha-211 I Ru. Był to wówczas najpotężniejszy silnik dostępny w Japonii, o mocy 2200 KM. 
Przeciągające się prace oraz coraz bardziej realne zagrożenie ze strony amerykańskich bombowców zmusiły Wydział Techniczny do rozpoczęcia prac nad wysokościowym myśliwcem w oparciu o już istniejącą konstrukcję. Wybór padł na Kawasaki Ki-102a. Decyzja o budowie samolotu zapadła 20 sierpnia 1943 r. Na wykonawcę dwóch prototypów wybrano firmę Kawasaki, a nowa konstrukcja otrzymała oznaczenie Kawasaki Ki-108.

## Projekt
Aby maksymalnie przyspieszyć pracę, do przebudowy wybrano 7. i 8. przedseryjne egzemplarze wersji szturmowej Ki-102b. Nowe maszyny otrzymały oznaczenie Ki-108.01 i Ki-108.02. W samolotach pozostawiono silniki Ha-112 II z wersji Ki-102b, zmieniono uzbrojenie na docelowe jedno działko Ho-203 i dwa działka Ho-5. Przebudowano kokpit, zastępując dwumiejscową kabinę, ciśnieniową kabiną przeznaczoną dla jednego pilota. W celu poprawienia sprawności aerodynamicznej na dużych wysokościach zwiększono powierzchnie usterzenia. 
Próby, jakim poddano obydwie maszyny w locie, wykazały szereg usterek. Niedopracowana okazała się kabina ciśnieniowa, od której podczas jednego z lotów na wysokości 10 tys. metrów urwał się luk wejściowy. Pomimo awarii, pilot zdołał bezpiecznie wylądować. Zakładanej sprawności nie osiągnęły również planowane do zastosowania silniki Mitsubishi Ha 112 II Ru. Pod koniec 1944 r. zmieniono warunki techniczne jakie musiał spełniać Ki-108. Nakazano zwiększyć rozpiętość skrzydeł, wydłużyć kadłub i zwiększyć zasięg samolotu. Wprowadzone zmiany miały polepszyć właściwości lotne samolotu na dużych wysokościach. Nowa wersja otrzymała oznaczenia Ki-108 Kai. Nowe samoloty zbudowano od podstaw, pierwszy z nich ukończono w marcu 1945 r., a drugi w maju tego samego roku. 
Koniec wojny pokrzyżował dalsze plany związane z rozwojem konstrukcji, która nigdy nie wyszła poza stadium prototypu.